# 861 Аїда
861 Аїда (1917 BE, 1939 BL, 1947 OF, 1950 BW1, A906 BG, A918 GA, 861 Aida) — астероїд головного поясу, відкритий 22 січня 1917 року.
Тіссеранів параметр щодо Юпітера — 3,188.